# Resolutie 2316 Veiligheidsraad Verenigde Naties
Resolutie 2316 van de Veiligheidsraad van de Verenigde Naties werd op 9 november 2016 met unanimiteit aangenomen door de VN-Veiligheidsraad, en verlengde de toestemming die landen al sinds 2008 kregen om piraterij te bestrijden voor de Somalische kust met een jaar.

## Achtergrond
In 1960 werden de voormalige kolonies Brits-Somaliland en Italiaans-Somaliland onafhankelijk en samengevoegd tot Somalië. In 1969 greep het leger de macht en werd Somalië een socialistisch-islamitisch land. In de jaren 1980 leidde het verzet tegen het totalitair geworden regime tot een burgeroorlog en in 1991 viel het centrale regime. Sindsdien beheersten verschillende groeperingen elk een deel van het land en viel Somalië uit elkaar. Door de armoede en wetteloosheid in het land ontstond er een probleem van piraterij, overvallen, kapingen, gijzelingen en illegale visserij voor de kust van Somalië. Tegen 2008 werd dit probleem dusdanig ernstig dat er middels resolutie 1838 maatregelen werden genomen.

## Inhoud
Dankzij de gezamenlijke inspanningen van landen, organisaties en bedrijven bleef het aantal aanvallen en kapingen door piraten sinds 2011 gestaag dalen. Desondanks bleef deze piraterij een gevaar vormen voor de levering van noodhulp aan Somalië en de regio en de commerciële scheepvaart en visserij in de regio. Daarnaast waren er ook zorgen over illegale visserij in Somaliës territoriale wateren, dat een verlies aan inkomsten met zich meebracht en voor onrust kon zorgen in de kustgebieden van het land.
Door de beperkte Somalische wetgeving en capaciteit van justitie gingen verdachten vaak vrijuit zonder berecht te worden.  Somalië vroeg dan ook opnieuw om internationale hulp in de strijd tegen de piraterij voor zijn kust. Landen als Kenia, Mauritius, Tanzania en de Seychellen berechtten piraten in hun rechtbanken. De EU, de AU, de NAVO, de SADC en landen als China, Iran, Japan, Zuid-Korea en Rusland hadden maritieme missies tegen piraterij in de regio.
De EU-missie EUCAP Nestor werkte ook aan het versterken van de maritieme capaciteiten van Somalië, onder meer door de oprichting van een kustwacht. Het onderzoek naar sleutelfiguren in de misdaadnetwerken achter de piraterij moest verder gevoerd worden.
Landen en regionale organisaties die ertoe in staat waren kregen opnieuw voor twaalf maanden de vraag en toestemming om te blijven deelnemen aan de strijd tegen piraterij, samen te werken om piraten te berechten en informatie hieromtrent met elkaar te delen. Landen werden ook opgeroepen piraterij strafbaar te stellen en te overwegen om piraten die voor de Somalische kust werden opgepakt zelf te vervolgen.
Lijst ·  2260 ·  2261 ·  2262 ·  2263 ·  2264 ·  2265 ·  2266 ·  2267 ·  2268 ·  2269 ·  2270 ·  2271 ·  2272 ·  2273 ·  2274 ·  2275 ·  2276 ·  2277 ·  2278 ·  2279 ·  2280 ·  2281 ·  2282 ·  2283 ·  2284 ·  2285 ·  2286 ·  2287 ·  2288 ·  2289 ·  2290 ·  2291 ·  2292 ·  2293 ·  2294 ·  2295 ·  2296 ·  2297 ·  2298 ·  2299 ·  2300 ·  2301 ·  2302 ·  2303 ·  2304 ·  2305 ·  2306 ·  2307 ·  2308 ·  2309 ·  2310 ·  2311 ·  2312 ·  2313 ·  2314 ·  2315 ·  2316 ·  2317 ·  2318 ·  2319 ·  2320 ·  2321 ·  2322 ·  2323 ·  2324 ·  2325 ·  2326 ·  2327 ·  2328 ·  2329 ·  2330 ·  2331 ·  2332 ·  2333 ·  2334 ·  2335 ·  2336